# Conector dock

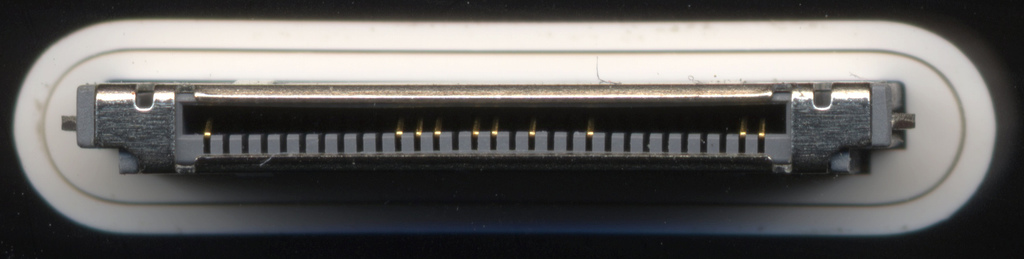
Un conector Dock de Apple

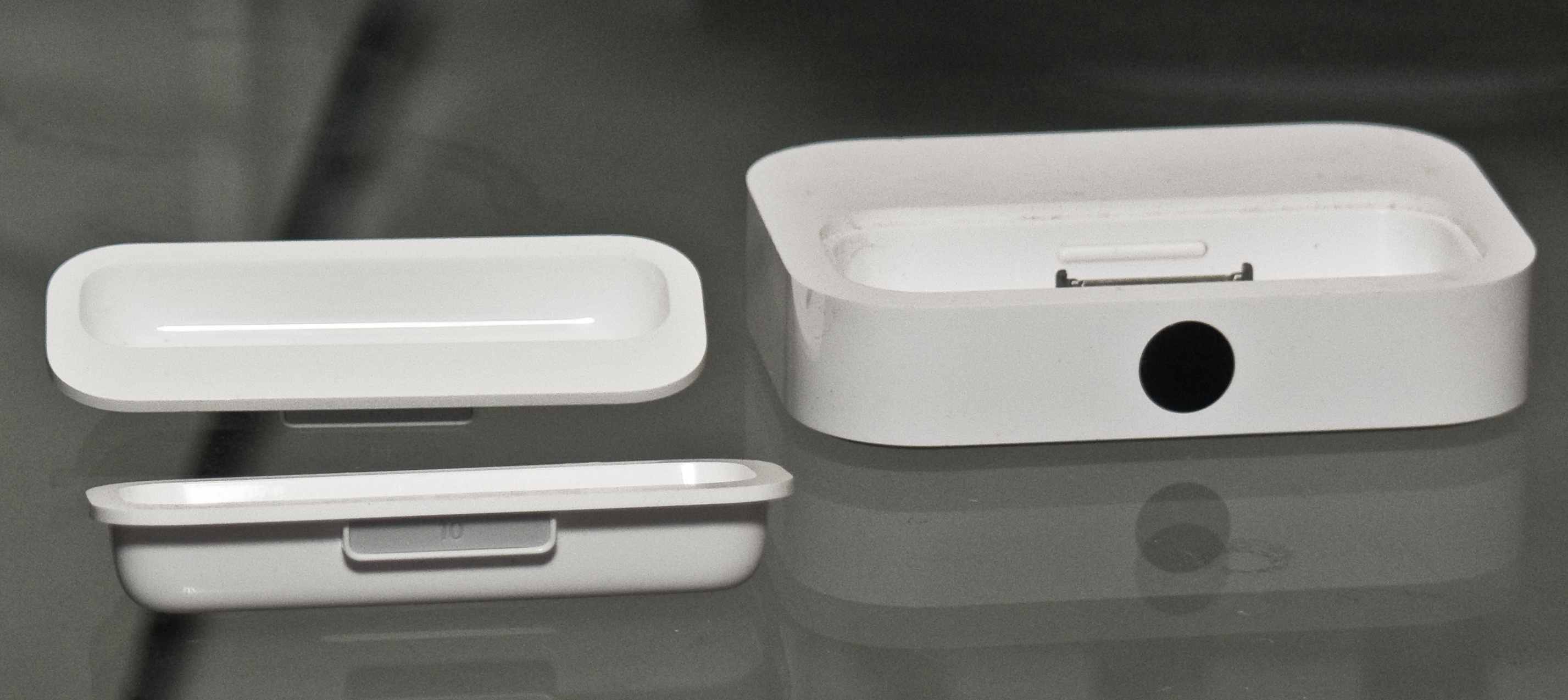
Un dock iPod con 10 y 14 adaptadores

El Conector dock (de iPod) o 30 pin (por su cantidad de pines) es la interfaz utilizada por dispositivos de Apple para conectarse a otros dispositivos por cable, sincronizar datos en ambos sentidos y recargar la batería interna.
El conector dock dispone de 30 pines y es común a la mayoría de modelos de iPod y a todos los dispositivos iPhone y iPad, aunque ha sido sustituido por el conector Lightning, de 8 pines. Los primeros iPod y iPhone disponían de conector Dock siendo el iPhone 4s el último teléfono de la compañía con este conector. El primer iPad equipaba conector Dock y el último con el mismo es el iPad 3. El iPad 4gen en adelante ya disponen de conector Lightning. Apple y terceros fabricantes disponen de adaptadores los tipos de conexión Lightning y Dock con el fin de poder facilitar el uso de dispositivos más antiguos tales como altavoces, cargadores, etc. entre familias de dispositivos con diferente conector.
- Datos: Q3271837
- Multimedia: Apple Dock connectors / Q3271837